# Prisme (périodique)
 (mai 2010).
Prisme est un magazine de bande dessinée québécoise publié trimestriellement à Montréal au Québec (Canada) dans les années 1970.

## Description du contenu
Le contenu de Prisme est composé exclusivement de bandes dessinées inédites en noir et blanc.
Les collaborateurs sont pratiquement tous d'origine canadienne et sont francophones, venant majoritairement de la région de la ville de Montréal.

## Historique
Le magazine Prisme, édité par les Éditions Phase, est publié trimestriellement à Montréal de mars 1976 à décembre 1977 pendant huit numéros (durée de vie fréquente pour les magazines de ce genre). Il présente les créations de trois à cinq auteurs par numéro. Sans contrainte éditoriale précise, les auteurs de Prisme abordent tous les genres : reprises de bandes quotidiennes humoristiques, courtes histoires inédites de science-fiction, de western, d'aventures, de politique ou encore poétiques.
Le format du magazine Prisme, 5,5 pouces par 8,5 pouces (14 cm par 21,5 cm), est particulièrement plus petit que celui de la majorité des autres publications de bande dessinée, ce qui amène certains auteurs à changer le format de leurs planches pour la publication. Toutes les couvertures sont imprimées sur papier glacé, sauf celle du premier numéro.

## Genre et influences
Prisme offre principalement un mélange de BD d'humour et de science-fiction. Étant généralement admis que la bande dessinée n'est plus exclusivement réservée aux enfants, les magazines spécialisés de l'époque publient des BD plus artistiques et plus ambitieuses, au propos pouvant enfin intéresser les adultes. La science-fiction, jusqu'alors boudée par les auteurs québécois de bande dessinée, connaît une ferveur sans précédent, suscitée surtout par la revue française Métal Hurlant qui publie les œuvres des auteurs Jean Giraud (Moebius), Philippe Druillet, Jean-Claude Mézières et Enki Bilal. L'influence de ces auteurs est considérable sur plusieurs des créateurs québécois de cette époque.

## Fiche technique
- Éditeur : Éditions Phase Inc. (Montréal) ;
- Format : 14 x 21,5 cm ;
- Nombre de pages : 48 ;
- Type de papier : couverture carton glacé, intérieur papier mat ;
- Impression : couverture trois couleurs, intérieur noir et blanc ;
- Périodicité : trimestriel ;
- Numéro 1 : mars 1976 ;
- Numéro 8 : décembre 1977 (dernier numéro) ;
- Note : il existe un numéro 0 édité par les éditions L'Enmieux en avril 1974 qui affiche le même contenu que le numéro 1.

## Collaborateurs
Quelques-uns de ces artistes travaillent sous un pseudonyme (plus ou moins psychédélique).

### Auteurs de bande dessinée
Les auteurs de bande dessinée québécois sont généralement à la fois dessinateur et scénariste.
Il arrive qu'ils ne pratiquent qu'une seule de ces deux disciplines, travaillant alors en équipe avec quelqu'un de l'autre discipline.
- Jean Bernèche
- Bois ' (André Boisvert)
- Michel Breton
- Robert Davidts
- Michel Demers
- Serge Ferrand
- Fern' (Fernand Choquette)
- Grane (René Gratton)
- Gilot (Denis Girouard)
- Gren
- Luc
- Daniel McKale
- Patrick Moerell
- Nossaihc (Denis Chiasson)
- Poc
- Pierre
- Roger Des Roches
- Bruno Roy
- Sela (Serge Lapierre)
- Philippe Sicard
- Tibo (Gilles Thibault)
- Toufik
- Zyx (Jacques Hurtubise)